# Pardosa chenbuensis
Pardosa chenbuensis är en spindelart som beskrevs av Yin et al. 1997. Pardosa chenbuensis ingår i släktet Pardosa och familjen vargspindlar. Inga underarter finns listade i Catalogue of Life.